# Pterozonium maguirei
Pterozonium maguirei là một loài thực vật có mạch trong họ Adiantaceae. Loài này được Lellinger miêu tả khoa học đầu tiên năm 1967.